# Férfi 25 kilométeres hosszútávúszás a 2011-es úszó-világbajnokságon
A férfi 25 kilométeres hosszútávúszást július 23-án rendezték meg a 2011-es úszó-világbajnokságon. Gercsák Csaba bronzéremt szerzett.

## Eredmény
| Helyezés  | Úszó                        | Nemzetiség | Idő       |
| --------- | --------------------------- | ---------- | --------- |
| Aranyérem | Petar Sztojcsev             | BUL        | 5:10:39.8 |
| Ezüstérem | Vlagyimir Djatcsin          | RUS        | 5:11:15.6 |
| Bronzérem | Gercsák Csaba               | HUN        | 5:11:18.1 |
| 4         | Francisco Jose Hervas Jodar | ESP        | 5:11:20.4 |
| 5         | Trent Grimsey               | AUS        | 5:11:28.2 |
| 6         | Allan do Carmo              | BRA        | 5:11:32.2 |
| 7         | Vaszilj Bojkov              | RUS        | 5:11:36.3 |
| 8         | Joanes Hedel                | FRA        | 5:13:03.1 |
| 9         | Jurij Kugyinov              | KAZ        | 5:13:08.6 |
| 10        | Libor Smolka                | CZE        | 5:13:20.1 |
| 11        | Bertrand Venturi            | FRA        | 5:13:26.9 |
| 12        | Erwin Maldonado             | VEN        | 5:14:03.5 |
| 13        | Guillermo Bertola           | ARG        | 5:14:29.9 |
| 14        | Simon Tobin                 | CAN        | 5:19:43.1 |
| 15        | Xavier Desharnais           | CAN        | 5:20:44.2 |
| 16        | Samuel de Bona              | BRA        | 5:27:38.1 |
| 17        | Han Lidu                    | CHN        | 5:32:02.1 |
| 18        | Gabriel Villagoiz           | ARG        | 5:37:25.9 |
| 19        | Weng Jingwei                | CHN        | 5:47:16.0 |
| –         | Josip Soldo                 | CRO        | DNF       |
| –         | Valerio Cleri               | ITA        | DNF       |
| –         | Rok Kerin                   | SVN        | DNF       |
| –         | Tomislav Soldo              | CRO        | DNF       |
| –         | Rostislav Vitek             | CZE        | DNF       |
| –         | Kutasi Gergely              | HUN        | DNF       |
| –         | Angel Moreira               | VEN        | DNF       |
| –         | Codie Grimsey               | AUS        | DNF       |
| –         | Edoardo Stochino            | ITA        | DNF       |
| –         | Benjamin Konschak           | GER        | DNF       |
| –         | Tom Vangeneugden            | BEL        | DNS       |
| –         | Islam Mohsen                | EGY        | DNS       |
| –         | Alex Meyer                  | USA        | DNS       |
| –         | Brian Ryckeman              | BEL        | DNS       |
| –         | Mazen Mohamed Aziz          | EGY        | DNS       |
| –         | Thomas Lurz                 | GER        | DNS       |